# Cinjun Tate
Pour les articles homonymes, voir Tate.
Cinjun Tate est un chanteur et compositeur américain.

## Carrière
Il est l'un des membres du groupe Remy Zero (chanteur et guitariste) qui est connu en France pour interpréter la chanson du générique de la série télévisée américaine Smallville intitulée « Save Me ».
Il a également composé la bande originale du 1er long métrage d'Amy Jo Johnson : The Space Between, qui sortira en 2017.

## Vie privée
Il est l'ex-mari de l'actrice américaine Alyssa Milano avec qui il fut marié du 1er janvier au 20 novembre 1999.